# Спред (їжа)

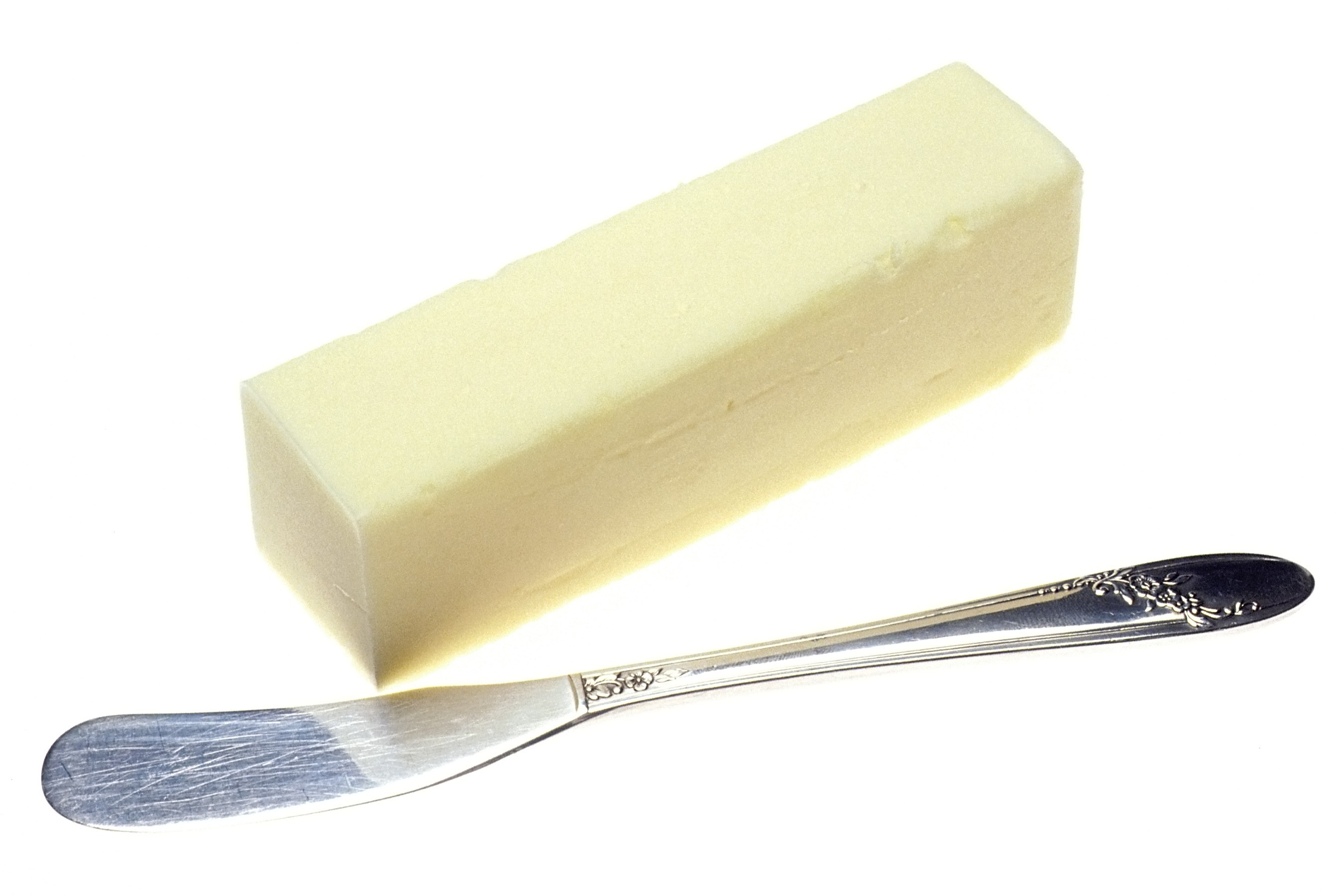
Спред легко намазується на хліб навіть дуже охолодженим

Спред (від англ. spread — «намастити») — харчовий жировий продукт емульсійного типу комбінованого складу, що базується на суміші рослинних та молочних жирів; може виготовлятись з наповнювачами. Продукт позиціонується на ринку України як аналог вершкового масла зі схожими органолептичними властивостями, однак із більш збалансованим жирнокислотним складом, нижчим рівнем холестеролу та нижчою вартістю.

## Походження слова
Термін став широко використовуватися після появи спеціального ГОСТу Росії (ГОСТ Р 52100-2003, рос. «Спреды и смеси топленые. Общие технические условия.», ОКС 67.200.10, діє з 1 липня 2004 року). Трохи згодом з'явився український відповідник — ДСТУ 4445:2005 «Спреди та суміші жирові», який набрав чинності 1 липня 2006 року.
«Спред» є запозиченням з англійської мови, де цим словом позначається будь-який продукт, який можна за допомогою ножа намазати на хліб або печиво (себто намазки). У англомовному сенсі вершкове масло, джем, мед, маргарин, кетчуп, аджика — все це спреди. Але в українській та російській мовах він отримав інше значення — був закріплений за певним типом жирового продукту («м'яким маслом»).

## Особливості виробництва і складу
Основними складовими їхньої рецептури є ліпіди, ПАР (емульгатори) та вода. Частка жирів повинна бути не менше 50-ти відсотків. Зазвичай, склад спреду формують таким, що продукт легко розмазується, навіть після охолодження.
У технологіях спредів додавання рослинних олій у знежирене молоко здійснюють шляхом диспергування попередньо одержаної грубої емульсії за допомогою спеціального обладнання — емульсора — або шляхом багатократної рециркуляції підігрітої до температури плавлення жирового компонента суміші його зі знежиреним молоком. Технологія спредів не потребує ефективного диспергування олій та 100%-ї стійкості отриманих молочно-рослинних емульсій. Стабільні молочно-рослинні емульсії, зазвичай, отримують із додаванням поверхнево-активних речовин та за допомогою ефективної механічної дії.
Відомо, що харчові жири відрізняються неоднаковою стійкістю під час зберігання, що визначається їх жирнокислотним складом, вмістом і співвідношенням різноманітних супутніх речовин і добавок, тому наявність у спредах різних жирів з відмінною стійкістю до окислення створює певні проблеми під час їх зберігання.

### Українське законодавство
Згідно з ДСТУ 4445:2005 «Спреди та суміші жирові», спред — це харчовий жировий продукт (емульсія типу «вода в жирі»), який складається з молочного та рослинного жиру з масовою часткою загального жиру від 50 до 85 % (понад 85 % — жирова суміш) і в якому частка молочного жиру не менша ніж 25 % від загального жиру, із щільною або м'якою консистенцією. Підбір жирової основи повинен забезпечувати оптимальний вміст і співвідношення поліненасичених жирних кислот, концентрацію — до 8 % або повну відсутність транс-ізомерів жирних кислот і незначну кількість холестеролу.
Розрізняють 4 види спредів:
- солодковершковий (кислотність плазми не більше ніж 23°Т, рН — 6,25)
- кисловершковий (кислотність плазми від 26 до 55°Т, рН — від 6,10 до 4,50)
- солоний (масова частка кухонної солі повинна бути не більше ніж 1,5 %)
- з наповнювачами (н-д: з «Цитри-Фай»)

Дозволяється використання соняшникової, кукурудзяної, соєвої, арахісової, бавовняної, оливкової, гірчичної, ріпакової, пальмової, пальмоядрової, кокосової, олеїну пальмового, стеарину пальмового, твердих рослинних жирів та жирових композицій, замінників молочного жиру вітчизняного та закордонного виробництва.
Заборонено у назві спредів вживати слово «масло» безпосередньо або у словосполученнях.

## Вплив на здоров'я
Відмінність спреда від маргарину в тому, що в спредах обмежено застосування гідрогенізованих жирів, а в маргарині такого обмеження практично немає.
У спредах вміст транс-ізомерів жирних кислот (насамперед олеїнової кислоти) в перерахунку на метилелаїдат) не повинно перевищувати 8 %. Споживання продуктів з високим рівнем транс-ізомерів може викликати пошкодження стінок артерій. Вони практично не пропускаються оболонками мозку. У європейських країнах, наприклад, вміст цих речовин регламентується в межах від двох до п'яти відсотків.
Дуже важливо, який склад рослинних жирів, використаних при виготовлені спредів. Жири із суміші пальмової та кокосової олій майже не містять транс-ізомерів і можуть бути використані в поєднанні з молочним жиром. А ось ці ж жири в суміші з гідрованими рослинними оліями вже містять від 16-ти до 26-ти відсотків транс-ізомерів. Є також штучні аналоги молочного жиру. Такі жири містять всього 6-7 % транс-ізомерів.
Активно розробляються рецептури комбінованих жирових продуктів — спредів, у яких молочний жир замінено жиром немолочного походження.